# Али Мардан-хан Зиг
Али Мардан Хан (? — апрель 1657) — курдский военачальник и администратор, служивший под руководством персидских шахов Аббаса I и Сефи I, а позднее могольского правителя Шах-Джахана. Сын Гандж Али-хана (? — 1624). В 1638 году после сдачи Кандагара могольской армии Али Мардан-хан, поступил на службу в администрации императора Великих Моголов, заработав самые высокие почести при дворе Шах-Джахана.

## Биография
Отец Али-Мардан-хана, Гандж Али-хан, был военным лидером и губернатором Кермана, Систана и Кандагара в правление шаха Аббаса I Великого (1588—1629). Его отец был почитаем шахом, который даровал ему прозвище «Bābā» («отец») и разрешил ему поселиться в Кандагаре, стратегическом месте как для Сефевидов, так и Великих Моголов. Гандж-хан управлял Кандагаром в течение шести лет и скончался в 1624 году. После смерти отца Али Мардан-хан был назначен шахом Аббасом Великим губернатором Кандагара, Кермана и Систана, получив титул «Bābā-ye ṯāni» («второй отец»).
После смерти шаха Аббаса I и прихода к власти его внука Сефи I Али Мардан-хан стал опасаться за свою жизнь. По приказу нового персидского шаха были казнены и заключены в тюрьмы почти все главные министры его деда, видные военачальники и губернаторы, а также некоторые члены его собственной семьи. По приказу шаха Сефи I были казнены шурин Али Мардин-хана, Мирза Талеб Ордубади, первый визирь шаха Аббаса, а также его родственники и члены семьи.
С 1632 года губернатор Кандагара Али Мардан-хан находился в тайной переписке с могольским императором Шах-Джаханом. Персидский шах Сефи I стал все более подозрительно относиться к Али Мардан-хану. Он вызвал в столицу Хали-Бека, старшего сына Али Мардан-хана, и под предлогом оказания помощи Кандагару отправил войско, приказав своему главнокомандующему Сиявош-беку убить или пленить Али Мардан-хана. Али Мардан-хан узнав о планах шаха, отправил письма с просьбой о помощи императору Великих Моголов Шах-Джахану, а также приграничным могольским губернаторам Кабула, Газни и Мултана. Шах-Джахан отправил на помощь Али Мардан-хану четыре военных отряда.
В 1638 году Али Мардан-хан сдал Кандагар монгольскому императору Шах-Джахану и перешел к нему на службу. В Дели при дворе Шах-Джахана он был принят с большими почестями. Ему был пожалован мансаб в 5 000 воинов. Али Мардан-хан был назначен губернатором (субадаром) Кашмира, Кабула и Пенджаба.
Позже он получил титул Амира Аль-Умара в 1639 году и стал Хафт-Хазари, что привело к командованию армией из 7 000 воинов.
Позже он был назначен губернатором (субадаром) Пенджаба, который в то время простирался от Кабула до Дели.
Существует населенный пункт, названный в его честь «Баг-е-Али Мардан Хан» в Сринагаре, Джамму и Кашмир.
В 1657 году Али Мардан-хан тяжело заболел и скончался. Он был похоронен в Лахоре своим сыном Ибрагим-ханом.